# Neoduma kurandana
Neoduma kurandana là một loài bướm đêm thuộc phân họ Arctiinae, họ Erebidae.